# Гутурама іржасточерева
Гутура́ма іржасточерева (Euphonia pectoralis) — вид горобцеподібних птахів родини в'юркових (Fringillidae). Мешкає в Південній Америці.

## Опис

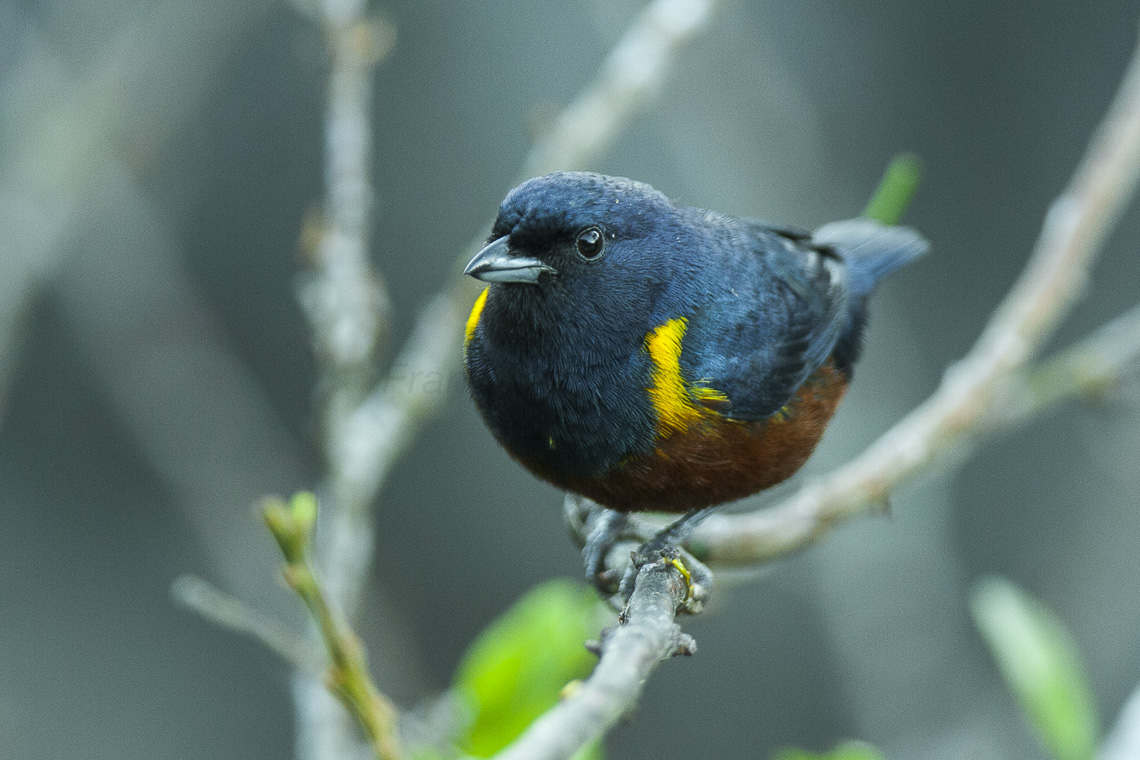
Самець іржасточеревої гутурами

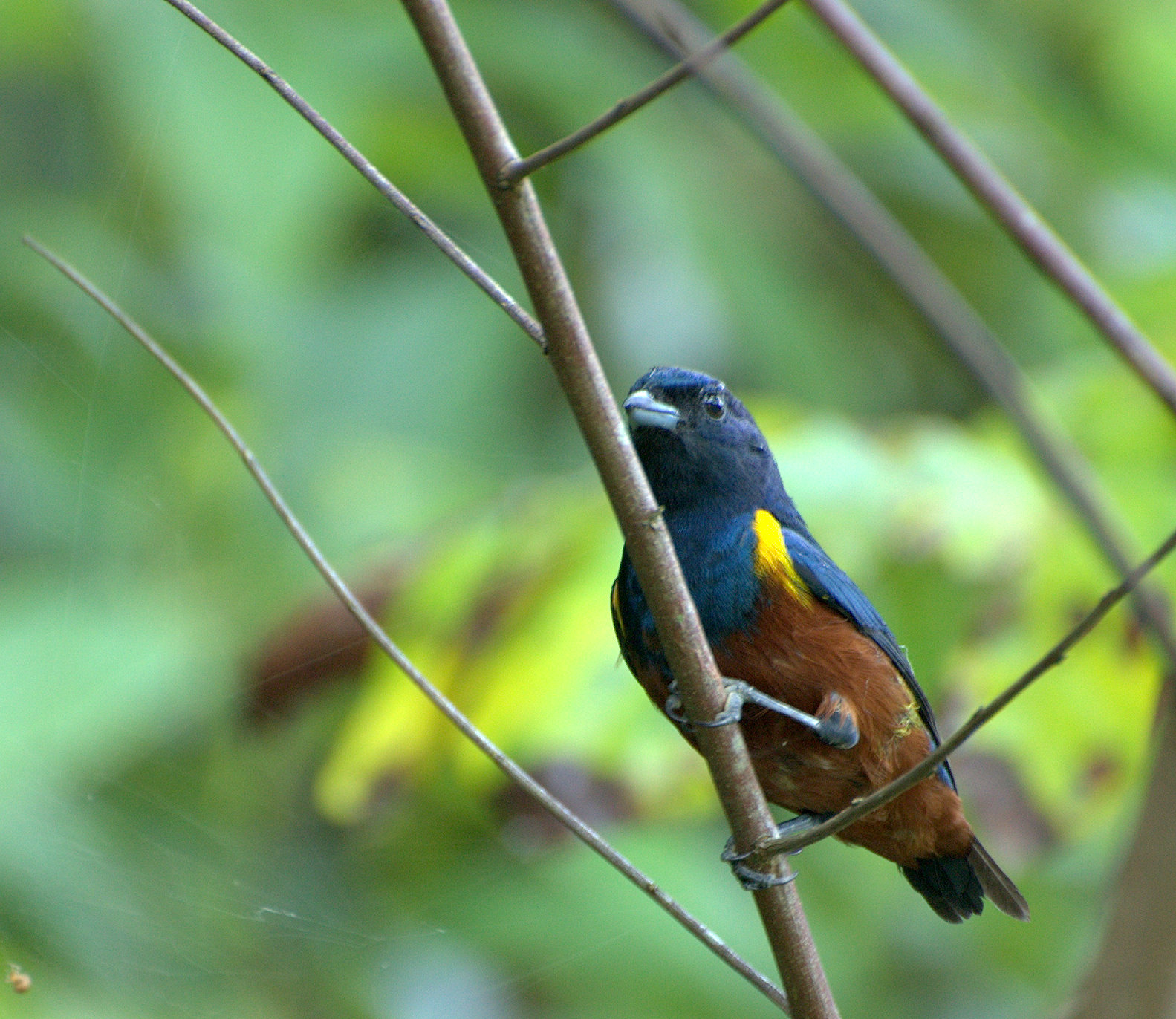
Самець іржасточеревої гутурами

Довжина птаха становить 11-11,5 см, вага 15-16,5 г. Виду притаманний статевий диморфізм. У самців голова, груди, спина, крила і хвіст чорні з яскравим синім металевим відблиском, особливо помітним на потилиці і спині. Живіт, боки і гузка рудувато-коричневі, на плечах і грудях з боків помітні жовті смуги. У самиць верхня частина тіла жовтувато-оливкова, нижня частина тіла світліша, охриста. Горло і потилиця попелясто-сірі. Очі темно-карі, дзьоб і лапи чорнуваті.

## Поширення і екологія
Іржасточереві гутурами мешкають в Бразилії (від центрального Мату-Гросу до південної Баїї та до Ріу-Гранді-ду-Сул), на сході Парагваю та на північному сході Аргентини (Місьйонес). Вони живуть у вологих атлантичних лісах і на узліссях. Зстрічаються поодинці, парами або невеликими сімейними зграйками, на висоті до 1550 м над рівнем моря. Живляться дрібними епіфітними ягодами і плодами (зокрема ягодами омели, пасльонових та меластомових і плодами фікусів і цекропій), доповнюють свій раціон дрібними комахами та іншими безхребетними. 
Сезон розмноження триває з травня по серпень. Гніздо кулеподібне, будується самицею і самцем, розміщується на дереві. Воно складається з зовнішньої частини, сплетеної з гілочок і рослинних волокон і внутрішної, встеленої мохом, пухом або іншим м'яким матеріалом. В кладці від 2 до 5 яєць. Інкубаційний період триває 15 днів. Пташенята покидають гніздо через 3 тижні після вилуплення, однак батьки продовжують піклуватися про них ще деякий час. Насиджує лише самиця, за пташенятами доглядають і самиці, і самці. 